# Gábor Boczkó
Gábor Gyula Boczkó (Tapolca, 1 de abril de 1977) es un deportista húngaro que compitió en esgrima, especialista en la modalidad de espada.
Participó en tres Juegos Olímpicos de Verano, obteniendo en total dos medallas, plata en Atenas 2004, en la prueba por equipos (con Géza Imre, Iván Kovács y Krisztián Kulcsár), y bronce en Río de Janeiro 2016, también en la prueba por equipos (con Géza Imre, András Rédli y Péter Somfai), y en Pekín 2008 fue cuarto en la prueba individual y quinto por equipos.
Ganó siete medallas en el Campeonato Mundial de Esgrima entre los años 2007 y 2013, y quince medallas en el Campeonato Europeo de Esgrima entre los años 1997 y 2015.
En 2016 recibió la Cruz de oficial de la Orden del Mérito de Hungría.

## Palmarés internacional
| Juegos Olímpicos   | Juegos Olímpicos        | Juegos Olímpicos  | Juegos Olímpicos   |
| Año                | Lugar                   | Medalla           | Prueba             |
| ------------------ | ----------------------- | ----------------- | ------------------ |
| 2004               | Atenas (Grecia)         | Medalla de plata  | Espada por equipos |
| 2016               | Río de Janeiro (Brasil) | Medalla de bronce | Espada por equipos |
| Campeonato Mundial |                         |                   |                    |
| Año                | Lugar                   | Medalla           | Prueba             |
| 2007               | San Petersburgo (Rusia) | Medalla de bronce | Espada por equipos |
| 2009               | Antalya (Turquía)       | Medalla de plata  | Espada por equipos |
| 2010               | París (Francia)         | Medalla de bronce | Espada individual  |
| 2010               | París (Francia)         | Medalla de bronce | Espada por equipos |
| 2011               | Catania (Italia)        | Medalla de plata  | Espada por equipos |
| 2012               | Kiev (Ucrania)          | Medalla de bronce | Espada por equipos |
| 2013               | Budapest (Hungría)      | Medalla de oro    | Espada por equipos |
| Campeonato Europeo |                         |                   |                    |
| Año                | Lugar                   | Medalla           | Prueba             |
| 1997               | Gdansk (Polonia)        | Medalla de oro    | Espada individual  |
| 2002               | Moscú (Rusia)           | Medalla de oro    | Espada individual  |
| 2003               | Bourges (Francia)       | Medalla de oro    | Espada individual  |
| 2005               | Zalaegerszeg (Hungría)  | Medalla de bronce | Espada por equipos |
| 2006               | Esmirna (Turquía)       | Medalla de oro    | Espada por equipos |
| 2007               | Gante (Bélgica)         | Medalla de oro    | Espada por equipos |
| 2008               | Kiev (Ucrania)          | Medalla de plata  | Espada por equipos |
| 2009               | Plovdiv (Bulgaria)      | Medalla de oro    | Espada por equipos |
| 2009               | Plovdiv (Bulgaria)      | Medalla de bronce | Espada individual  |
| 2010               | Leipzig (Alemania)      | Medalla de oro    | Espada por equipos |
| 2010               | Leipzig (Alemania)      | Medalla de plata  | Espada individual  |
| 2011               | Sheffield (Reino Unido) | Medalla de plata  | Espada por equipos |
| 2012               | Legnano (Italia)        | Medalla de plata  | Espada por equipos |
| 2013               | Zagreb (Croacia)        | Medalla de plata  | Espada por equipos |
| 2015               | Montreux (Suiza)        | Medalla de bronce | Espada individual  |